# Лужники (станція МЦК)
Лужники (рос. Лужники) — пасажирська платформа Московської залізниці, що є зупинним пунктом міського електропоїзда — Московського центрального кільця. В рамках транспортної системи Московського центрального кільця позначена як «станція», хоча фактично не є залізничною станцією через відсутність колійного розвитку.
Відкрита 10 вересня 2016 року разом з відкриттям пасажирського руху електропоїздів МЦК.
Названа по розташованому поруч спортивному комплексу «Лужники».
Входить до складу транспортно-пересадного вузла, який включає в себе станцію метро «Спортивна» і зупинки наземного транспорту на вулиці Хамовницький Вал. На станції заставлено тактильне покриття. 
Зупинний пункт «Лужники» має дві криті берегові платформи завдовжки 270 метрів і двоповерхову будівлю з касами, турнікетами, ескалаторами тощо.

## Розташування та пересадки
Платформа Лужники розташована у центрі Москви, у південно-західній частині району Хамовники, між Лужнецькою естакадою Третього транспортного кільця і вулицею Хамовницький Вал. У пішохідній доступності (200 метрів) розташовано південний вестибюль станції метро «Спортивна».

### Пересадки
- Спортивна
- Автобуси: м3, Бч, 15, 64, 255, 806, С12